# Fântânele (Constanța)
Fântânele est une commune du județ de Constanța en Roumanie.